# Tiracoz
Tiracoz är en ort i Mexiko.   Den ligger i kommunen Cuilápam de Guerrero och delstaten Oaxaca, i den sydöstra delen av landet, 400 km sydost om huvudstaden Mexico City. Tiracoz ligger 1 675 meter över havet och antalet invånare är 345.
Terrängen runt Tiracoz är kuperad söderut, men norrut är den platt. Terrängen runt Tiracoz sluttar österut. Runt Tiracoz är det tätbefolkat, med 570 invånare per kvadratkilometer. Närmaste större samhälle är Oaxaca de Juárez, 9,6 km öster om Tiracoz. I omgivningarna runt Tiracoz växer huvudsakligen savannskog.